# Juvardeil
Juvardeil est une commune française située dans le département de Maine-et-Loire, en région Pays de la Loire.

## Géographie

### Localisation
Commune angevine, Juvardeil se situe dans la partie est du Segréen.
Le bourg se trouve à environ 3 km au sud de Châteauneuf-sur-Sarthe et environ 4 km au nord de Cheffes ; à environ 21 km au nord d'Angers et environ 28 km à l'est de Segré. Il est situé sur la rive droite de la Sarthe (à environ 10 km de son confluent avec le Loir) et un peu au sud de la route départementale 770 (de Candé à Châteauneuf via Le Lion-d'Angers), principal axe routier traversant la commune.

### Communes limitrophes
| Les Hauts d'Anjou |           |         |
|                   | Juvardeil | Étriché |
|                   | Cheffes   |         |

### Géographie physique
L'altitude de la commune varie de 16 à 77 mètres, et son territoire s'étend sur près de 19 km2 (1 895 hectares).
Juvardeil se trouve sur les unités paysagères des plateaux du Haut Anjou et des Basses Vallées angevines.

### Climat
Pour des articles plus généraux, voir Climat des Pays de la Loire et Climat de Maine-et-Loire.
En 2010, le climat de la commune est de type climat océanique altéré, selon une étude du CNRS s'appuyant sur une série de données couvrant la période 1971-2000. En 2020, Météo-France publie une typologie des climats de la France métropolitaine dans laquelle la commune est exposée à un climat océanique et est dans la région climatique Moyenne vallée de la Loire, caractérisée par une bonne insolation (1 850 h/an) et un été peu pluvieux.
Pour la période 1971-2000, la température annuelle moyenne est de 11,9 °C, avec une amplitude thermique annuelle de 13,9 °C. Le cumul annuel moyen de précipitations est de 660 mm, avec 11,4 jours de précipitations en janvier et 5,8 jours en juillet. Pour la période 1991-2020, la température moyenne annuelle observée sur la station météorologique de Météo-France la plus proche, sur la commune de Montreuil-sur-Loir à 9 km à vol d'oiseau, est de 12,3 °C et le cumul annuel moyen de précipitations est de 697,3 mm,. Pour l'avenir, les paramètres climatiques de la commune estimés pour 2050 selon différents scénarios d'émission de gaz à effet de serre sont consultables sur un site dédié publié par Météo-France en novembre 2022.

## Urbanisme

### Typologie
Au 1er janvier 2024, Juvardeil est catégorisée commune rurale à habitat dispersé, selon la nouvelle grille communale de densité à sept niveaux définie par l'Insee en 2022.
Elle est située hors unité urbaine. Par ailleurs la commune fait partie de l'aire d'attraction d'Angers, dont elle est une commune de la couronne,. Cette aire, qui regroupe 81 communes, est catégorisée dans les aires de 200 000 à moins de 700 000 habitants,.

### Occupation des sols
L'occupation des sols de la commune, telle qu'elle ressort de la base de données européenne d’occupation biophysique des sols Corine Land Cover (CLC), est marquée par l'importance des territoires agricoles (91,5 % en 2018), en diminution par rapport à 1990 (95,1 %). La répartition détaillée en 2018 est la suivante : 
prairies (51,1 %), zones agricoles hétérogènes (18 %), terres arables (14,6 %), cultures permanentes (7,8 %), milieux à végétation arbustive et/ou herbacée (2,9 %), zones urbanisées (2 %), mines, décharges et chantiers (1,8 %), forêts (1,8 %). L'évolution de l’occupation des sols de la commune et de ses infrastructures peut être observée sur les différentes représentations cartographiques du territoire : la carte de Cassini (XVIIIe siècle), la carte d'état-major (1820-1866) et les cartes ou photos aériennes de l'IGN pour la période actuelle (1950 à aujourd'hui).

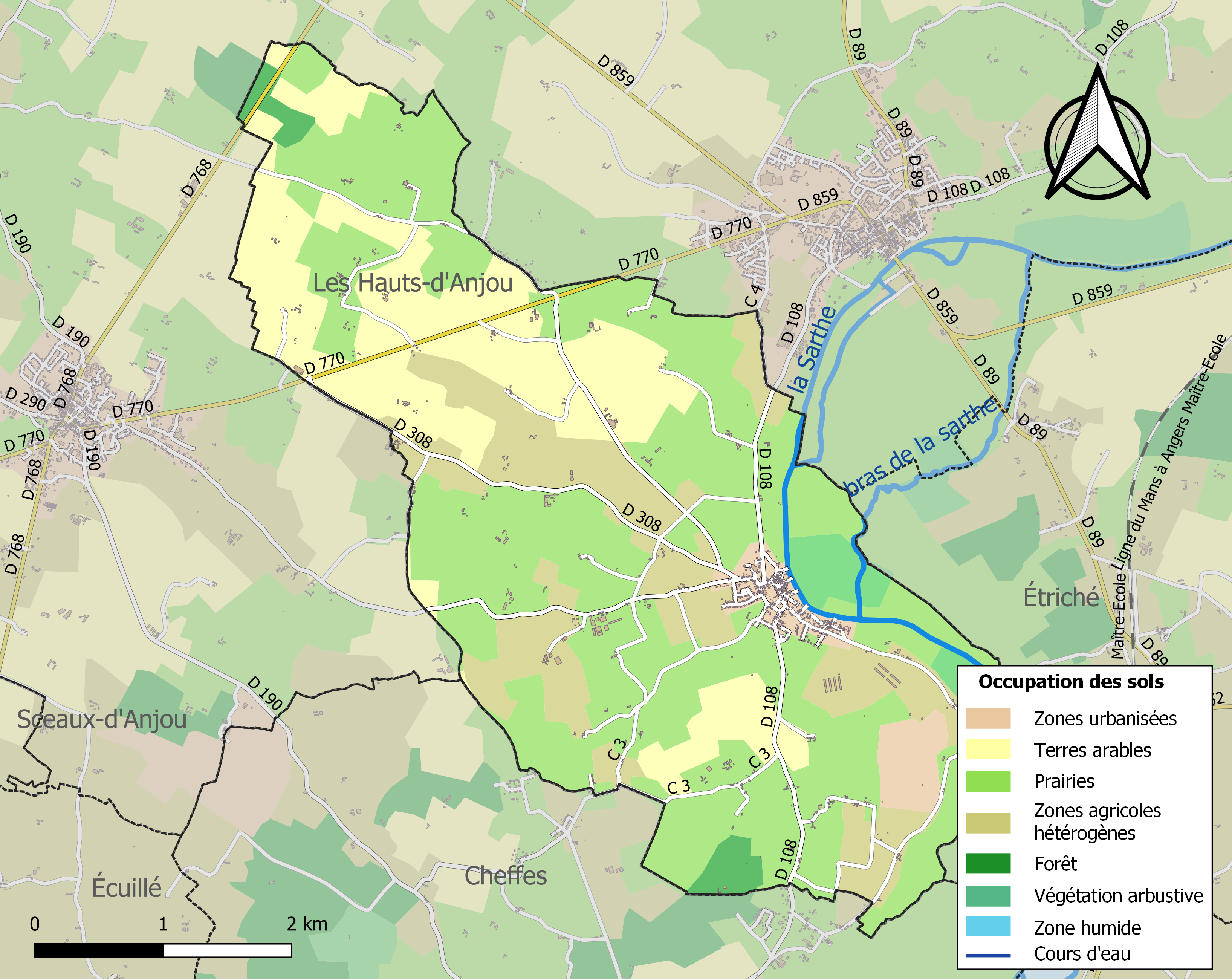
Carte des infrastructures et de l'occupation des sols de la commune en 2018 (CLC).

### Morphologie urbaine
Type de commune (INSEE) : Selon la classification 2010 de l'INSEE, c'est une commune rurale appartenant à l'aire urbaine d'Angers.

### Logement
En 2009, on trouve 413 logements sur la commune de Juvardeil, dont 82 % sont des résidences principales, pour une moyenne sur le département de 91 %, et dont 73 % des ménages en sont propriétaires.

## Histoire
Selon Pierre Riché, en 851, une bataille entre les troupes de Charles le Chauve et du chef breton Erispoë pourrait se situer près de Segré, à Juvardeil.
L'ancienne paroisse de Cellières est rattachée à Juvardeil après la révolution. Le prieuré-cure Saint-Martin de Cellières dépendait comme Juvardeil de l'Abbaye Saint-Nicolas d'Angers.

## Politique et administration

### Administration municipale
| Période         | Période                   | Identité                                              | Étiquette                      | Qualité                                                               |
| --------------- | ------------------------- | ----------------------------------------------------- | ------------------------------ | --------------------------------------------------------------------- |
| 1789            | 1791                      | Antoine-Séraphin du Bois de Maquillé[réf. nécessaire] |                                |                                                                       |
| 1791            | 1791                      | Jacques Edin                                          |                                |                                                                       |
| 1791            | 1803                      | Julien Lemesle                                        |                                |                                                                       |
| 1803            | 1808                      | Solier                                                |                                |                                                                       |
| 1808            | 1815                      | Charles-Emmanuel Rapin-Duchâtel                       |                                |                                                                       |
| 7 avril 1815    | 1815                      | Solier                                                |                                |                                                                       |
| 12 juillet 1815 | 1828                      | Charles-Nicolas Rapin-Duchâtel                        |                                |                                                                       |
| 1828            | 1830                      | Jacques Edin                                          |                                |                                                                       |
| 1830            | 1834                      | René Violas                                           |                                |                                                                       |
| 1834            | 1840                      | Joseph Godin                                          |                                |                                                                       |
| 1840            | 1841                      | Gayon                                                 |                                |                                                                       |
| 1841            | 1847                      | Moreau-Maugars                                        |                                |                                                                       |
| 1847            | 1848                      | Alexis Deslandes                                      |                                |                                                                       |
| 1848            | 1854                      | Joseph Godin-Payé                                     |                                |                                                                       |
| 1854            | 1859                      | Pierre Taluet                                         |                                |                                                                       |
| 1859            | 1868                      | Fréderic Beaussier                                    |                                |                                                                       |
| 1868            | 1878                      | Léonce Nepveu                                         |                                |                                                                       |
| 1878            | 1884                      | Louis Eugène Janvier de La Motte                      | Appel au peuple (Bonapartiste) | Conseiller général député (1876-1881)                                 |
| 1884            | 1904                      | Pierre Langlais                                       |                                |                                                                       |
| 1904            | 1925                      | Octave Nepveu                                         |                                |                                                                       |
| 1925            | 1935                      | H.Dubuisson                                           |                                |                                                                       |
| 1935            | 1945                      | André Nepveu                                          |                                |                                                                       |
| 1945            | 1955                      | Lucien Robert                                         |                                |                                                                       |
| 1955            | 1959                      | Jacques Bellion                                       |                                |                                                                       |
| 1959            | 1971                      | Pierre Leguéret                                       |                                |                                                                       |
| 1971            | 1983                      | Gérard Colombu                                        |                                |                                                                       |
| 1983            | 1990                      | Gilbert Bontemps                                      |                                |                                                                       |
| 1990            | 1995                      | Christian Heslot                                      |                                |                                                                       |
| 1995            | 2008                      | Yvon Puaud                                            |                                |                                                                       |
| mars 2008       | mars 2014                 | Marcel Hunault                                        |                                | Retraité EDF-GDF, vice-président de la C.C. du Haut-Anjou (2008-2014) |
| mars 2014       | mai 2020                  | Henri Barbot                                          |                                |                                                                       |
| mai 2020        | En cours (au 25 mai 2020) | Juanita Foucher                                       |                                |                                                                       |

### Intercommunalité
La commune est membre de la communauté de communes du Haut-Anjou, elle-même membre du syndicat mixte Pays de l'Anjou bleu, Pays segréen.

### Autres circonscriptions
Jusqu'en 2014, Juvardeil fait partie du canton de Châteauneuf-sur-Sarthe et de l'arrondissement d'Angers. Ce canton compte alors quinze communes. C'est l'un des quarante-et-un cantons que compte le département ; circonscriptions électorales servant à l'élection des conseillers généraux, membres du conseil général du département. Dans le cadre de la réforme territoriale, un nouveau découpage territorial pour le département de Maine-et-Loire est défini par le décret du 26 février 2014. La commune est alors rattachée au canton de Tiercé, avec une entrée en vigueur au renouvellement des assemblées départementales de 2015.

## Population et société

### Démographie

#### Évolution démographique
L'évolution du nombre d'habitants est connue à travers les recensements de la population effectués dans la commune depuis 1793. Pour les communes de moins de 10 000 habitants, une enquête de recensement portant sur toute la population est réalisée tous les cinq ans, les populations de référence des années intermédiaires étant quant à elles estimées par interpolation ou extrapolation. Pour la commune, le premier recensement exhaustif entrant dans le cadre du nouveau dispositif a été réalisé en 2006.

En 2022, la commune comptait 828 habitants, en évolution de +0,73 % par rapport à 2016 (Maine-et-Loire : +2,12 %, France hors Mayotte : +2,11 %).
| 1793  | 1800 | 1806  | 1821  | 1831  | 1836  | 1841  | 1846  | 1851  |
| ----- | ---- | ----- | ----- | ----- | ----- | ----- | ----- | ----- |
| 1 130 | 984  | 1 111 | 1 066 | 1 011 | 1 181 | 1 115 | 1 125 | 1 123 |

| 1856  | 1861  | 1866  | 1872  | 1876  | 1881  | 1886 | 1891 | 1896 |
| ----- | ----- | ----- | ----- | ----- | ----- | ---- | ---- | ---- |
| 1 089 | 1 114 | 1 080 | 1 053 | 1 020 | 1 058 | 959  | 908  | 869  |

| 1901 | 1906 | 1911 | 1921 | 1926 | 1931 | 1936 | 1946 | 1954 |
| ---- | ---- | ---- | ---- | ---- | ---- | ---- | ---- | ---- |
| 842  | 834  | 829  | 715  | 735  | 670  | 640  | 622  | 606  |

| 1962 | 1968 | 1975 | 1982 | 1990 | 1999 | 2006 | 2011 | 2016 |
| ---- | ---- | ---- | ---- | ---- | ---- | ---- | ---- | ---- |
| 550  | 539  | 605  | 654  | 779  | 766  | 831  | 803  | 822  |

| 2021 | 2022 | - | - | - | - | - | - | - |
| ---- | ---- | - | - | - | - | - | - | - |
| 821  | 828  | - | - | - | - | - | - | - |

#### Pyramide des âges
La population de la commune est relativement jeune.
En 2018, le taux de personnes d'un âge inférieur à 30 ans s'élève à 31,4 %, soit en dessous de la moyenne départementale (37,2 %). À l'inverse, le taux de personnes d'âge supérieur à 60 ans est de 26,9 % la même année, alors qu'il est de 25,6 % au niveau départemental.
En 2018, la commune compte 393 hommes pour 419 femmes, soit un taux de 51,6 % de femmes, légèrement supérieur au taux départemental (51,37 %).
Les pyramides des âges de la commune et du département s'établissent comme suit.
| Hommes | Classe d’âge | Femmes |
| ------ | ------------ | ------ |
| 1,1    | 90 ou +      | 1,7    |
| 5,4    | 75-89 ans    | 7,1    |
| 20,2   | 60-74 ans    | 18,2   |
| 24,3   | 45-59 ans    | 20,7   |
| 20,1   | 30-44 ans    | 18,5   |
| 14,3   | 15-29 ans    | 13,0   |
| 14,6   | 0-14 ans     | 20,8   |

| Hommes | Classe d’âge | Femmes |
| ------ | ------------ | ------ |
| 0,9    | 90 ou +      | 2,1    |
| 7      | 75-89 ans    | 9,5    |
| 16,2   | 60-74 ans    | 16,9   |
| 19,4   | 45-59 ans    | 18,7   |
| 18,2   | 30-44 ans    | 17,5   |
| 18,8   | 15-29 ans    | 17,6   |
| 19,5   | 0-14 ans     | 17,6   |

## Économie

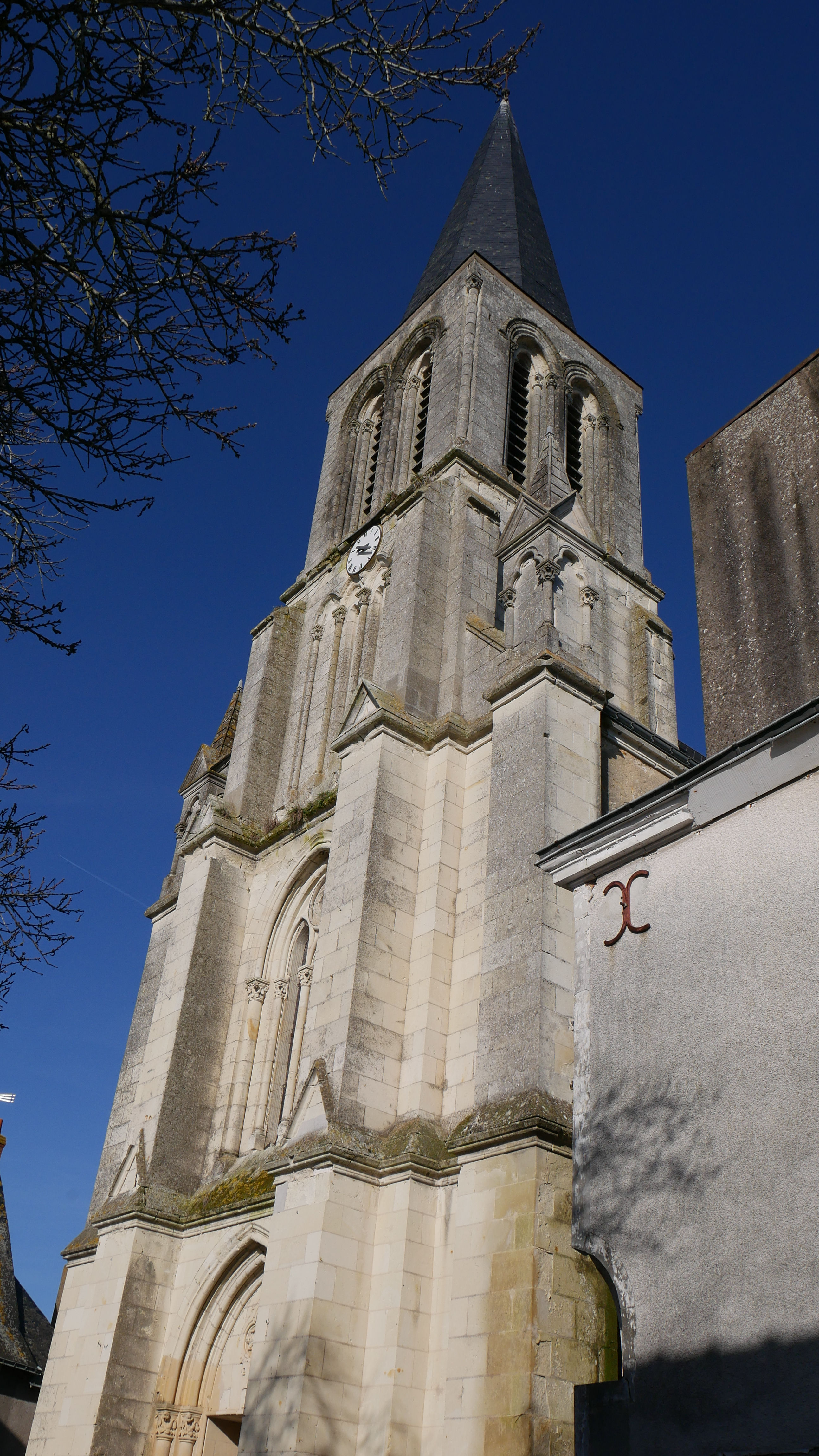
L'église Notre-Dame.

### Revenus de la population et fiscalité
Le revenu fiscal médian par ménage est en 2010 de 18 370 €, pour une moyenne sur le département de 17 632 €.
En 2009, 53 % des foyers fiscaux sont imposables, pour 51 % sur le département.

### Tissu économique
Sur 62 établissements présents sur la commune à fin 2010, 44 % relèvent du secteur de l'agriculture (pour une moyenne de 17 % sur le département), 3 % du secteur de l'industrie, 5 % du secteur de la construction, 44 % de celui du commerce et des services et 5 % du secteur de l'administration et de la santé. Cinq ans plus tard, en 2015, sur les 58 établissements présents, 22 % relèvent du secteur de l'agriculture (pour une moyenne de 11 % sur le département), 5 % du secteur de l'industrie, 10 % de celui de la construction, 55 % du secteur du commerce et des services et 7 % de celui de l'administration et de la santé.

## Culture locale et patrimoine

### Lieux et monuments
- Le château de la Cour de Cellières[35] ;
- Le château de la Buronnière ;
- La croix marquant l'emplacement de la maison natale du chef vendéen Charles Melchior Artus de Bonchamps ;
- Les tombes des Bonchamps au cimetière de Juvardeil ;
- L'église Notre-Dame (XIXe siècle).

### Personnalités liées à la commune

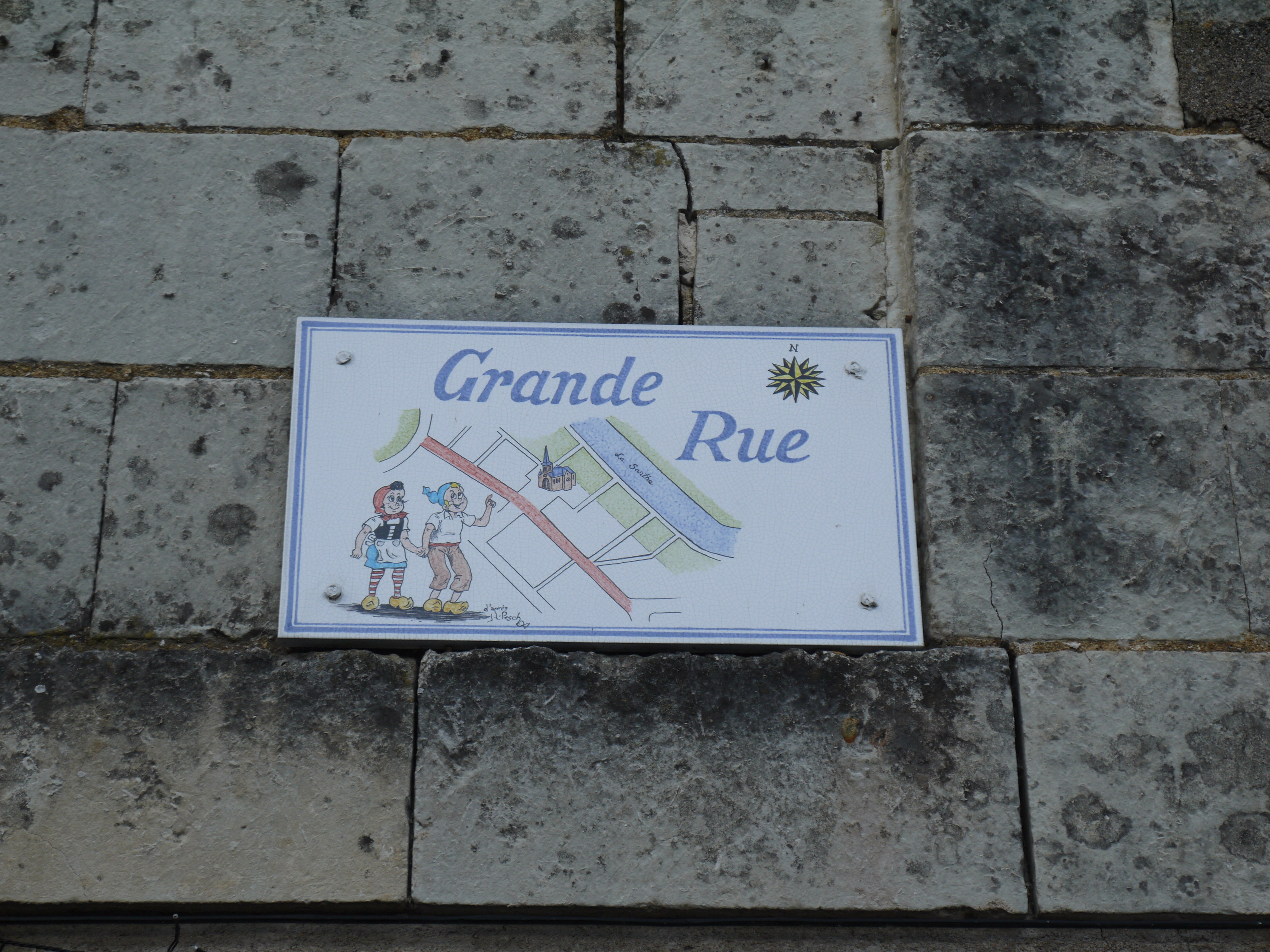
Une des plaques de rue à l'effigie de Sylvain et Sylvette.

- Charles de Bonchamps (1760-1793), né sur la commune, général de l'armée catholique et royale de Vendée.
- Jacques Lusseyran (1924-1971), écrivain et résistant français, a une partie de sa famille sur la commune.
- Jean-Louis Pesch (1928-2023), originaire de la commune, dessinateur de bandes dessinées, continuateur des personnages Sylvain et Sylvette[36].
- Monseigneur Ghislain de Rasilly (1943-), prélat catholique originaire de la commune, père mariste et évêque de Wallis-et-Futuna depuis 2005.